# هاجیمه اتو
هاجیمه اتو (انگلیسی: Hajime Eto؛ زادهٔ ۲۱ آوریل ۱۹۷۳) بازیکن فوتبال اهل ژاپن است.